# Eliana Muchachasoy
Eliana Muchachasoy Chindoy es una artista plástica perteneciente a la comunidad indígena Camëntŝa del Valle del Sibundoy en Putumayo, Colombia. Trabaja principalmente sobre lienzo y muralismo, no obstante se expresa también a través de la fotografía y composición digital. Sus obras se centran en fortalecer la identidad de la cultura indígena y defender su territorio; inspirando niños y jóvenes a defender su identidad. Realizó exposiciones individuales y colectivas en México, Ecuador y Estados Unidos, ganadora del concurso  Memoria viva de las luchas indígenas en Colombia convocada por la Organización nacional Indígena de Colombia (ONIC), y partícipe de una residencia artística en Brisbane, Australia.

## Biografía y formación
Eliana nació y creció dentro de la comunidad indígena Camëntsa, en el Valle de Sibundoy, Putumayo. Allí fue criada por su madre, Natividad Chindoy, su abuela y sus hermanos. Fue su madre quien desde temprana edad la introdujo al mundo de los colores y la pintura.
Creció en un hogar comunitario para después acudir a la escuela Juan XXIII; posteriormente continuó con sus formación académica en la secundaria en el municipio de Sibundoy.
Eliana comparte su gusto por la pintura desde niña compartiendo en una entrevista ‹ Fue algo que me vino como gustando desde niña y que poco a poco pues como que continué también en el colegio y después por este gusto que sentía, decidí presentarme a Artes Plásticas a la Universidad Nacional ›.
Estudió Artes Plásticas en la Universidad Nacional de Colombia de febrero de 2006 a octubre de 2011. 
Posteriormente, en 2018 recibió una beca en Brisbane, Australia para un intercambio artístico y lingüístico para promover la defensa de los derechos humanos de los pueblos indígenas y generar conciencia sobre la discriminación y dificultades por las que cursa dicha población.
Trabajó como profesora de arte en su territorio donde encontró inspiración en la naturaleza, la cotidianidad y los problemas de su colectividad, especialmente el de las mujeres indígenas, plasmándolo en su colorido arte a través de sus diferentes manifestaciones (pintura sobre lienzo, muralismo, composición digital, fotografía y documental)

## Postura social
Eliana utiliza la pintura para hablar de la mujer indígena a manera de auto representación, evidenciando su lucha social. Sus obras se enfocan en enriquecer la esencia de la cultura indígena así como proteger su territorio; para de esta manera motivar a las nuevas generaciones a defender su identidad.
La artista analiza temas que competen a su comunidad, el territorio Putumayo, como la construcción de la carretera variante de San Francisco a Mocoa, la cual podría atravesar gran parte del refugio indígena, trayendo consigo un gran impacto ambiental, así como el desplazamiento de la comunidad. Asimismo, expone en sus obras el impacto de la megaminería y la comercialización del carbono en dicho territorio como factores que repercuten en la autonomía de la comunidad.

## Contribuciones artísticas
Una vez egresada de la universidad, Eliana regresó a su territorio Putumayo donde trabajó como profesora de arte, retomando la pintura desde una perspectiva enfocada en su comunidad; a partir de los colores observados en el territorio, la medicina y de las luchas indígenas.
Eliana se sitúa en la corriente artística neo-amazona dado que Sibundoy, Putumayo, es el punto de origen de la Amazonía colombiana. El arte neo amazónico surge en la Escuela de Arte de Pucallpa, en la Amazonía peruana, donde varios artistas exponen la situación de las comunidades del Amazonas; utilizan la medicina del yagé o ayahuasca, para producir obras con diferentes propuestas artísticas, como fotografía, música, cine y pintura.
Eliana trabaja pintura sobre lienzo y muralismo, al mismo tiempo que experimenta con fotografía y composición digital.
Muchachasoy colabora en la creación de la Galería Benach – significa “camino” en lengua Camëntŝa – en su localidad de Putumayo, como parte su camino artístico, para generar un espacio donde se exponga su trabajo así como para promover el arte local y de esta manera inspirar a nuevas generaciones a expresarse a través del arte.

## Obras
La obra de Eliana Muchachasoy se caracteriza por la creación de imágenes generadas de una visión entre el mito y la utopía, evidenciando micropolíticas que determinan las relaciones económicas subjetivas, prácticas y formas de autoorganización, creando una zona temporalmente autónoma.
El texto Un indio pintado, publicado por la artista en 2019, es una crítica al arte indígena que hace referencia a la expresión colombiana “Ahí está pintado en la pared”, utilizada para decir que algo no existe, interpretada como una falta de respeto. En esta composición habla sobre la apropiación cultural de la simbología indígena por artistas no pertenecientes a la comunidad. Menciona que muchas veces lo estético es un manto, una veladura sobre lo ético, refiriéndose a que el arte debería ser una oportunidad de reivindicación de las comunidades indígenas, generando vencer la apatía política y creando piezas donde se exponga la realidad de las comunidades indígenas y vencer así la invisibilización de las mismas.

## Premios y participaciones
- 2.º lugar en la Convocatoria de Arte Indígena para el Informe Nacional de Afectaciones Individuales y Colectivas de los Pueblos Indígenas en el marco del Conflicto armado, social y político en Colombia (2017).[10]
- Finalista con su obra 'Tsatobouyayam bengbe Uaman Luare en la exposición Memoria viva de las luchas indígenas en Colombia por la Organización Nacional Indígena de Colombia (ONIC).[11]
- Exposición artística: La Voz de la Madre Tierra en el International Education Services, Brisbane, Australia (junio 2018).[12]
- Concurso de fotografía Mujeres Indígenas y Seguridad Alimentaria de América Latina y el Caribe, Santiago de Chile por la Organización de las Naciones Unidas para la Alimentación y la Agricultura (FAO) (mayo de 2018).[13]
- Exposición colectiva para el Informe Nacional de Memoria Histórica dentro del marco del Tercer Festival de Arte y Decolonialidad en el Museo Colonia, Bogotá, Colombia (octubre de 2019).[14]
- Galardonada con el 1er lugar del concurso Conocimientos tradicionales para la paz en modalidad de Foto historias, con su obra titulada Día grande o día del perdón (2019).[15]
- El arte como memoria, otro lenguaje y resistencia de los pueblos indígenas en Colombia, organizado por la ONIC (2019).[14]
- Participación en exposición Shuk Makilla junto con otras 10 mujeres indígenas, realizada por la Universidad Andina Simón Bolívar (2019).[16]
- Exposición Colectiva In Situ RƎEXISTENCIA! En el cuadro del 3er Festival Arte y Decolonialidad (2019).[17]
- IV Encuentro de comunicadoras indígenas y afrodescendientes Voces, medios y redes para La Paz en el Centro Cultural de España y México (noviembre de 2019).[18]
- Conversación Encuentros entre el moralismo contemporáneo y el arte rupestre por el Museo Nacional de Colombia (agosto de 2020).[19]
- Charla Ilustración y resistencia como participante  del II Festival Universitario de Ilustración Contemporánea de la Ciudad de México (noviembre de 2020).[20]
- Participación en el quinto Conversatorio Imaginación Indígena - Voces de los pueblos, con el tema Arte y Pandemia. Colonización y Apropiación Cultural (2020).[21]
- Conversatorio Expresiones artísticas amazónicas: ventanas de defensa cultural y territorial en el Centro Cultural de Leticia (octubre de 2021).[22]